# Oryx dammah
L'orice dalle corna a sciabola (Oryx dammah Cretzschmar, 1826) è un rappresentante del genere Oryx diffuso in passato in tutto il Nordafrica.
La sua storia tassonomica, fin dalla prima descrizione del 1816 effettuata da Lorenz Oken, che lo battezzò Oryx algazel, è sempre stata piuttosto complicata. Misura poco più di 1 m di altezza al garrese. I maschi pesano 140–210 kg e le femmine 91–140 kg. Il manto è bianco, fatta eccezione per il petto di colore rosso-bruno e per alcune macchie nere sulla fronte e lungo il naso. I neonati nascono con il manto interamente giallo, privo di qualsiasi macchia, e assumono la stessa colorazione degli adulti all'età di 3-12 mesi.
L'orice dalle corna a sciabola forma branchi di sesso misto che possono raggiungere i 70 esemplari, generalmente guidati dai maschi adulti. Abita in aree semidesertiche e desertiche ed è particolarmente adatto a vivere in condizioni di caldo estremo, grazie ad un efficiente meccanismo di raffreddamento e allo scarsissimo bisogno di acqua. Si nutre di foglie, erba, piante succulente e altre sostanze di origine vegetale e si alimenta durante la notte o di primo mattino. Il picco delle nascite si registra tra marzo e ottobre. Dopo una gestazione di otto-nove mesi, nasce un unico piccolo. Poco dopo la femmina ha un estro post-partum.
In passato l'orice dalle corna a sciabola era diffusa in tutta l'Africa settentrionale. Il suo declino ebbe inizio con il cambiamento climatico nella regione e inoltre, in epoca successiva, fu vittima di una caccia indiscriminata per le sue corna. Attualmente, si riproduce in cattività in apposite riserve in Tunisia, Marocco e Senegal, nonché in alcuni ranch privati nella contea di Hill in Texas, dove vengono allevati animali esotici. Nel 2016 è stato lanciato un apposito programma di reintroduzione e attualmente una piccola mandria è stata reintrodotta con successo in Ciad.
Le orici dalle corna a sciabola venivano addomesticate nell'antico Egitto e si ritiene che venissero utilizzati come fonte di cibo e come vittime da offrire in sacrificio alle divinità. Anche i ricchi dell'antica Roma le tenevano in cattività. L'utilizzo delle loro pelli, molto richieste per il cuoio da esse ricavato, ebbe inizio nel Medioevo. Il mito dell'unicorno potrebbe aver avuto origine dall'avvistamento di orici dalle corna a sciabola con un corno spezzato.

## Tassonomia ed etimologia
L'orice dalle corna a sciabola appartiene al genere Oryx della famiglia Bovidae. Il naturalista tedesco Lorenz Oken descrisse per la prima volta la specie nel 1816, battezzandola Oryx algazel. Da allora la sua nomenclatura è stata sottoposta a continui cambiamenti, in seguito all'introduzione di nomi come Oryx tao, O. leucoryx, O. damma, O. dammah, O. bezoarticus e O. ensicornis. Nel 1826 Philipp Jakob Cretzschmar utilizzò per questa specie il nome Oryx dammah. L'anno successivo entrò in uso il nome Oryx leucoryx, ma esso risultò essere un sinonimo dell'orice Bianca (successivamente chiamata Oryx beatrix) e venne abbandonato; di conseguenza, venne accettato nuovamente come valido Oryx algazel. Più di cento anni dopo, nel 1951, Sir John Ellerman e Terence Morrison-Scott si accorsero dell'invalidità del nome Oryx algazel e infine, nel gennaio 1956, il Comitato Internazionale per la Nomenclatura Zoologica accettò Oryx dammah come nome scientifico. Da allora non vi sono stati più cambiamenti, nonostante molte pubblicazioni posteriori al 1956 creassero confusione utilizzando nomi come O. gazella tao.
Il nome scientifico della specie, Oryx dammah, deriva dal greco antico ὄρυξ (orux), che significa «gazzella» o «antilope» (anche se originariamente voleva dire «piccone»), e dal latino damma («daino» o «antilope») oppure dall'arabo dammar («pecora»). Il nome comune si deve alle sue corna, che ricordano, appunto, una sciabola. Talvolta viene indicato anche come «orice dalle corna a scimitarra».

## Genetica ed evoluzione
L'orice dalle corna a sciabola ha 58 cromosomi. Possiede una coppia di autosomi submetacentrici di grandi dimensioni e 27 coppie autosomiche acrocentriche. I cromosomi X e Y sono i più grandi e i più piccoli degli autosomi acrocentrici. Il primo studio molecolare effettuato su questa specie (pubblicato nel 2007) ha riscontrato una certa diversità genetica tra le popolazioni in cattività ospitate in strutture europee, nordamericane e di altre parti del mondo. La divergenza della specie è stata riscontrata all'interno degli aplotipi del DNA mitocondriale ed è stato stimato che abbia avuto luogo tra i 2,1 e i 2,7 milioni di anni fa. L'aumento della popolazione avvenne all'incirca tra 1,2.500.000 anni fa.
Nel corso di un altro studio, volto a sottolineare le differenze genetiche tra le varie specie di Oryx, i cariotipi di tutte le specie e sottospecie di Oryx - vale a dire O. gazella, O. b. beisa, O. b. callotis, O. dammah e O. leucoryx - sono stati confrontati con il cariotipo standard di Bos taurus. Il numero di autosomi in tutti i cariotipi è risultato essere 58. I cromosomi X e Y sono stati conservati in tutte e cinque le forme.

## Descrizione

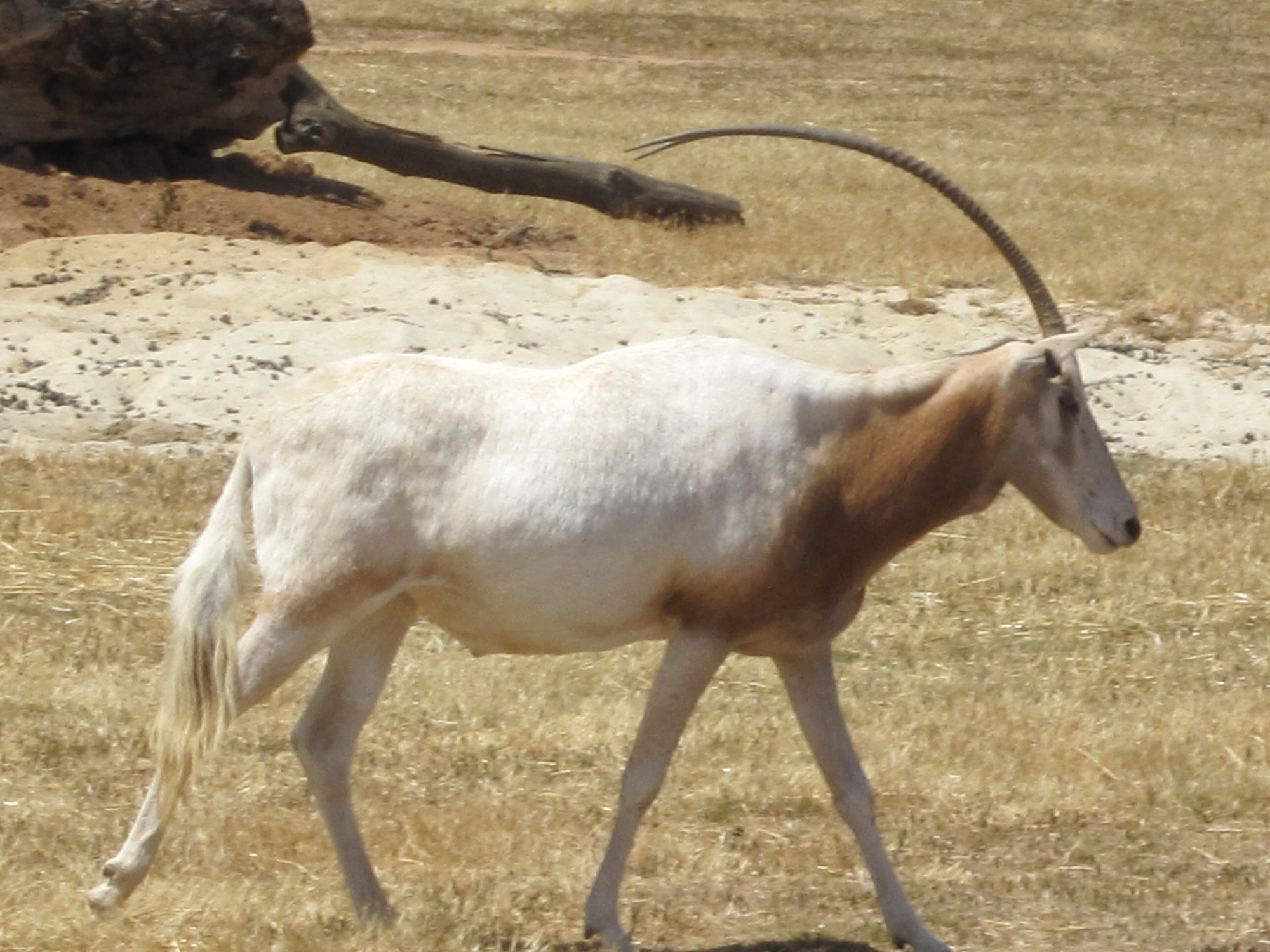
Un esemplare nel Werribee Open Range Zoo, Victoria (Australia).

L'orice dalle corna a scimitarra è un'antilope dalle corna diritte che misura poco più di 1 m di altezza al garrese. I maschi pesano 140–210 kg e le femmine 91–140 kg. Il corpo misura 140–240 cm dalla testa alla base della coda. La coda è lunga 45–60 cm e termina con un ciuffo di peli. Maschi e femmine sono identici nell'aspetto, ma i primi sono ben più grandi delle seconde.
Il manto è bianco, fatta eccezione per il petto di colore rosso-bruno e per alcune macchie nere sulla fronte e lungo il naso. La colorazione bianca riflette i raggi del sole, mentre le zone nere e l'estremità della lingua forniscono protezione contro le scottature. Il bianco aiuta inoltre a riflettere il calore emanato dalle sabbie del deserto. Alla nascita i piccoli hanno il manto interamente giallo, privo di segni di qualsiasi genere, che compariranno più tardi con l'età. La colorazione adulta si sviluppa a partire dai 3-12 mesi.
Le corna sono presenti in entrambi i sessi, ma nelle femmine sono più sottili. Esse sono lunghe, sottili e simmetriche; si curvano all'indietro (una caratteristica distintiva di questa specie) e possono raggiungere 1,0-1,2 m di lunghezza sia nei maschi che nelle femmine. Le corna sono così sottili che possono rompersi facilmente. Le femmine sono dotate di quattro capezzoli. I grandi zoccoli espandibili sono perfetti per consentire a queste antilopi di camminare sulla sabbia dei loro ambienti aridi. Un orice dalle corna a scimitarra può vivere fino a 20 anni. Allo Smithsonian National Zoo una femmina morì all'età di 21 anni, ma si tratta di un caso eccezionale, in quanto le femmine hanno una longevità di circa 15 anni.

## Malattie e parassiti
L'orice dalle corna a sciabola può essere colpito dalla criptosporidiosi, una parassitosi provocata dai protozoi del genere Cryptosporidium, del phylum Apicomplexa. Uno studio del 2004 ha rivelato che C. parvum od organismi simili infettano 155 specie di mammiferi, orice dalle corna a sciabola compreso. La stessa specie compariva tra i 100 mammiferi nei cui campioni fecali sono stati rinvenuti parassiti di Cryptosporidium durante una ricerca effettuata nel 2005. Gli oociti di una nuova specie di parassita, Eimeria oryxae, sono state scoperte per la prima volta proprio nelle feci di un orice dalle corna a sciabola dello Zoo Garden di Riyadh. In Francia, anche Streptococcus uberis venne isolato per la prima volta proprio in un esemplare di orice. Questo patogeno aveva provocato un'endocardite vegetativa nell'animale che aveva portato ad un'insufficienza cardiaca congestizia fatale.
Nel 1983, nel corso di uno studio venne analizzato il siero sanguigno prelevato dalle vene giugulari di cinquanta esemplari di orice dalle corna a sciabola, a partire da neonati fino ad adulti di più di 13 anni di età. Lo studio rivelò che il maggior numero di eosinofili riscontrato in esemplari giovani e adulti potrebbe riflettere la presenza di un numero superiore di parassiti interni rispetto a quanto riscontrato nei neonati.

## Ecologia e comportamento
L'orice dalle corna a sciabola era un animale molto sociale e si spostava in branchi formati generalmente da due a quaranta individui, guidati da un maschio dominante. In passato più gruppi si radunavano in grandi mandrie di varie migliaia di capi per la migrazione. Durante la stagione delle piogge essi si spostavano a nord, fin nel Sahara. Gli orici dalle corna a sciabola sono animali diurni. Nelle fredde ore del primo mattino e della sera riposano sotto alberi e arbusti o, nel caso questi non siano disponibili, scavano depressioni nel terreno con gli zoccoli e si rannicchiano lì. I combattimenti tra maschi sono frequenti, ma non durano a lungo e non sono mai troppo violenti. I predatori, come leoni, leopardi, iene, sciacalli dorati, avvoltoi e licaoni, catturano per lo più esemplari giovani o malati.
Durante uno studio del 1983 vennero analizzate le attività di gioco di otto piccoli allevati in cattività. Risultò che i maschi dedicavano al gioco più tempo delle femmine. Il gioco tra esemplari di sessi misti era frequente; la selezione dei compagni con cui giocare dipendeva infatti dall'età, ma non dal sesso o dalla parentela. I risultati sembravano suggerire che il dimorfismo sessuale legato alle dimensioni fosse un importante fattore responsabile delle differenze nelle attività ludiche legate al sesso.

### Adattamenti

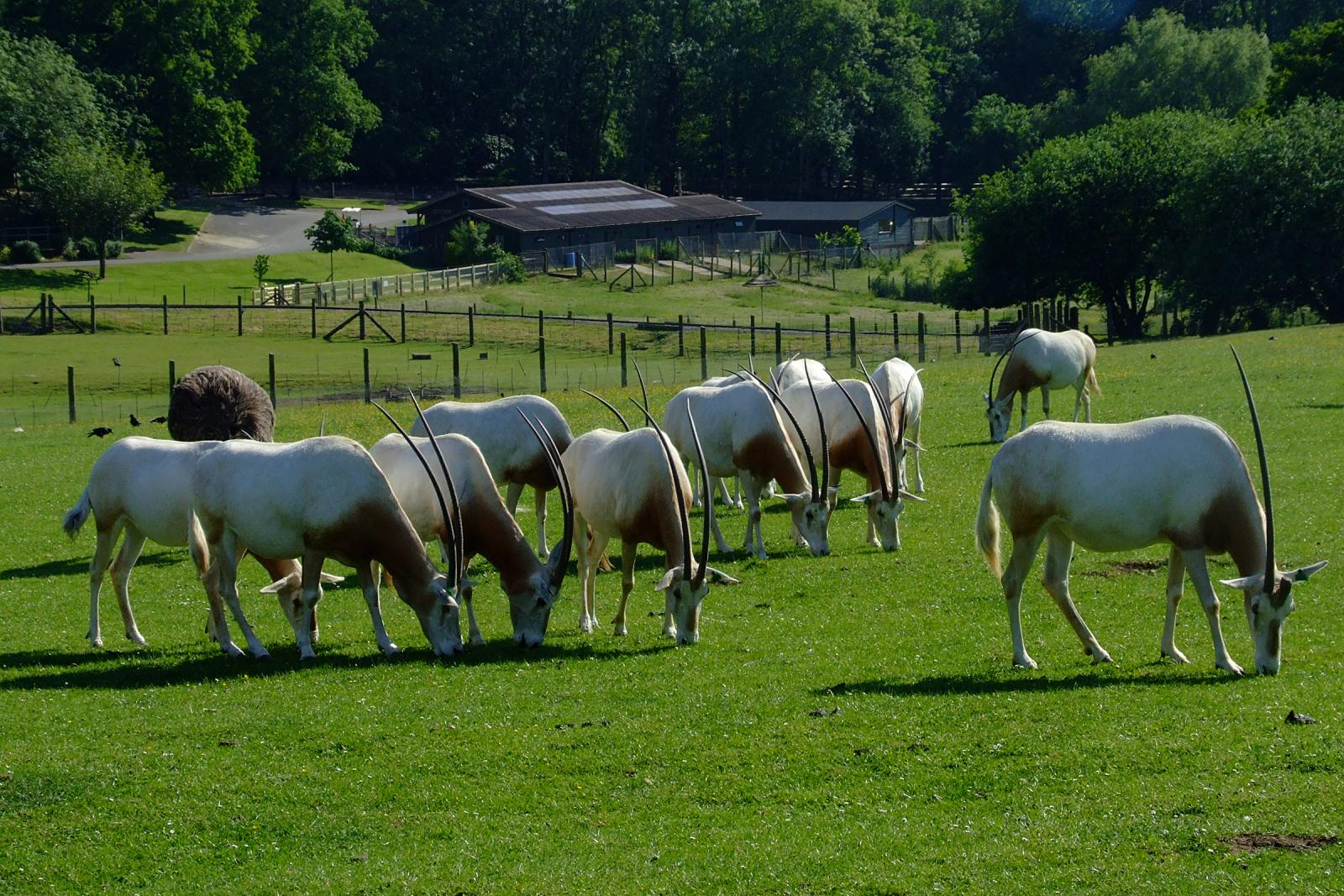
Orici dalle corna a sciabola in cattività pascolano in un recinto.

Dotati di un metabolismo evolutosi per funzionare al meglio nelle roventi temperature prevalenti nel loro habitat, gli orici dalle corna a sciabola necessitano di poca acqua per disperdere il calore dal corpo tramite l'evaporazione, e di conseguenza possono resistere lunghi periodi di tempo senza bere. Possono permettere che la loro temperatura corporea raggiunga quasi 46,5 °C prima di iniziare a sudare. Nel caso vi sia maggiore disponibilità di acqua, gli orici, durante la notte, possono fare affidamento sulla perdita di liquidi tramite l'urina e le feci per abbassare la temperatura corporea a meno di 36 °C, in modo che il giorno seguente possa trascorrere più tempo prima che la temperatura corporea raggiunga i valori massimi. Essi possono tollerare temperature elevate che sarebbero letali per la maggior parte dei mammiferi. Il loro sangue, prima che dal cuore arrivi al cervello, scorre attraverso una rete di sottili vasi sanguigni situati in prossimità del condotto nasale, in modo che possa raffreddarsi anche di 3 °C prima di raggiungere il cervello, uno degli organi del corpo maggiormente sensibili al calore.

### Alimentazione
In natura, l'habitat dell'orice dalle corna a sciabola era costituito da steppe e deserti, dove l'animale si nutriva di foglie, erba, arbusti, piante succulente, legumi, radici succose, gemme e frutta. Esso è in grado di sopravvivere fino a nove-dieci mesi senza bere, in quanto i suoi reni impediscono di disperdere acqua attraverso le urine come adattamento agli habitat desertici nei quali vive. Può ricavare i liquidi di cui ha bisogno da piante ricche di acqua come il melone selvatico (Citrullus colocynthis) e l'Indigofera oblongifolia e dai ramoscelli privi di foglie del Capparis decidua. Durante la notte o di primo mattino si aggira spesso in cerca di piante come l'Indigofera colutea, che produce una secrezione igroscopica che soddisfa i suoi fabbisogni idrici. Dopo le piogge, si nutre anche di erbe coriacee come il Cymbopogon schoenanthus, ma generalmente predilige erbe più appetibili, come il Cenchrus biflorus, il Panicum laetum e il Dactyloctenium aegyptium. Quando ha inizio la stagione secca, mangia i baccelli dell'Acacia raddiana, e nel corso di questa stagione si affida per la nutrizione ad erbe perenni di generi quali Panicum (specialmente il Panicum turgidum) e Aristida, e bruca piante del genere Leptadenia, Cassia italica e Cornulaca monacantha.

### Riproduzione

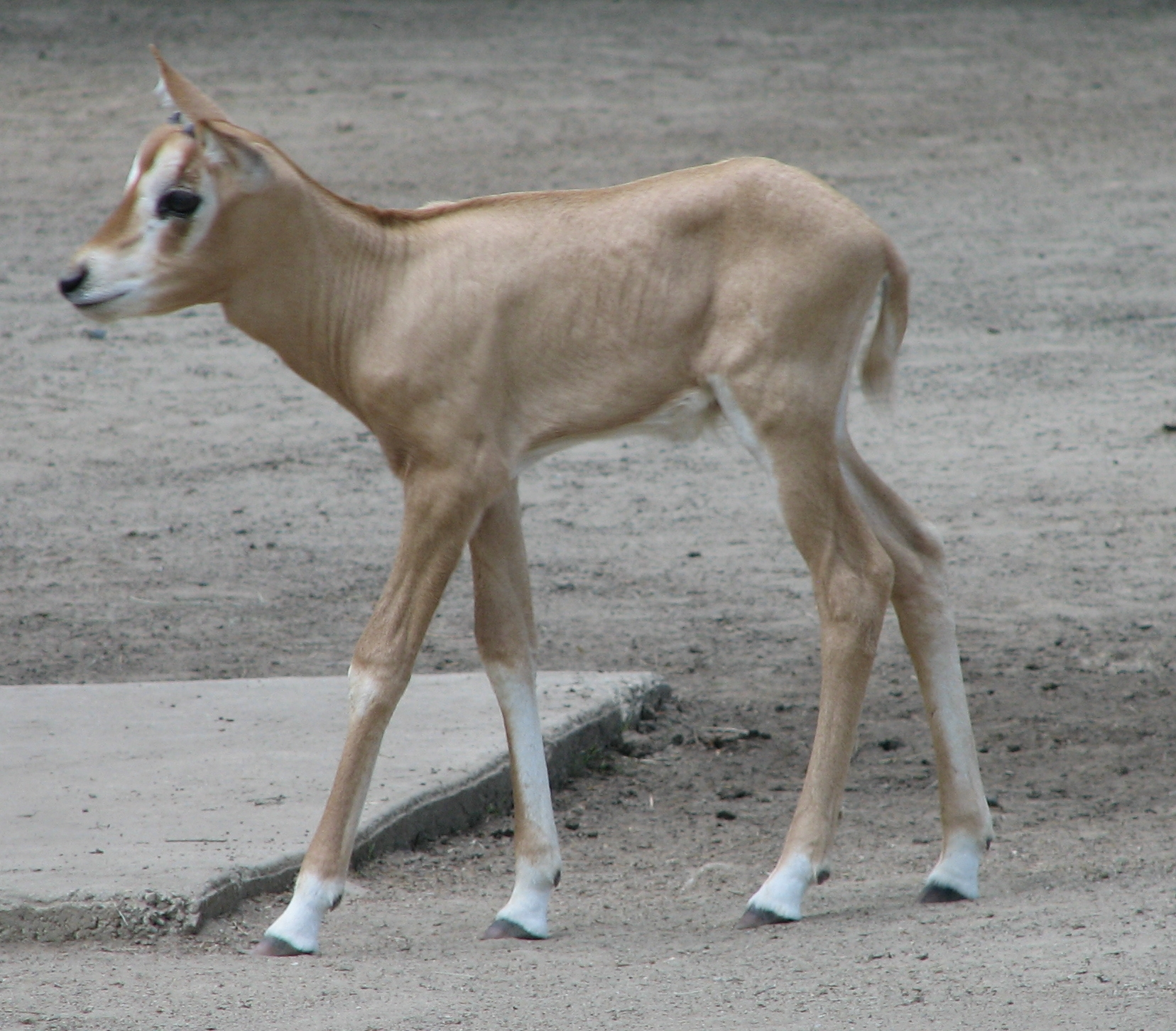
Un giovane esemplare.

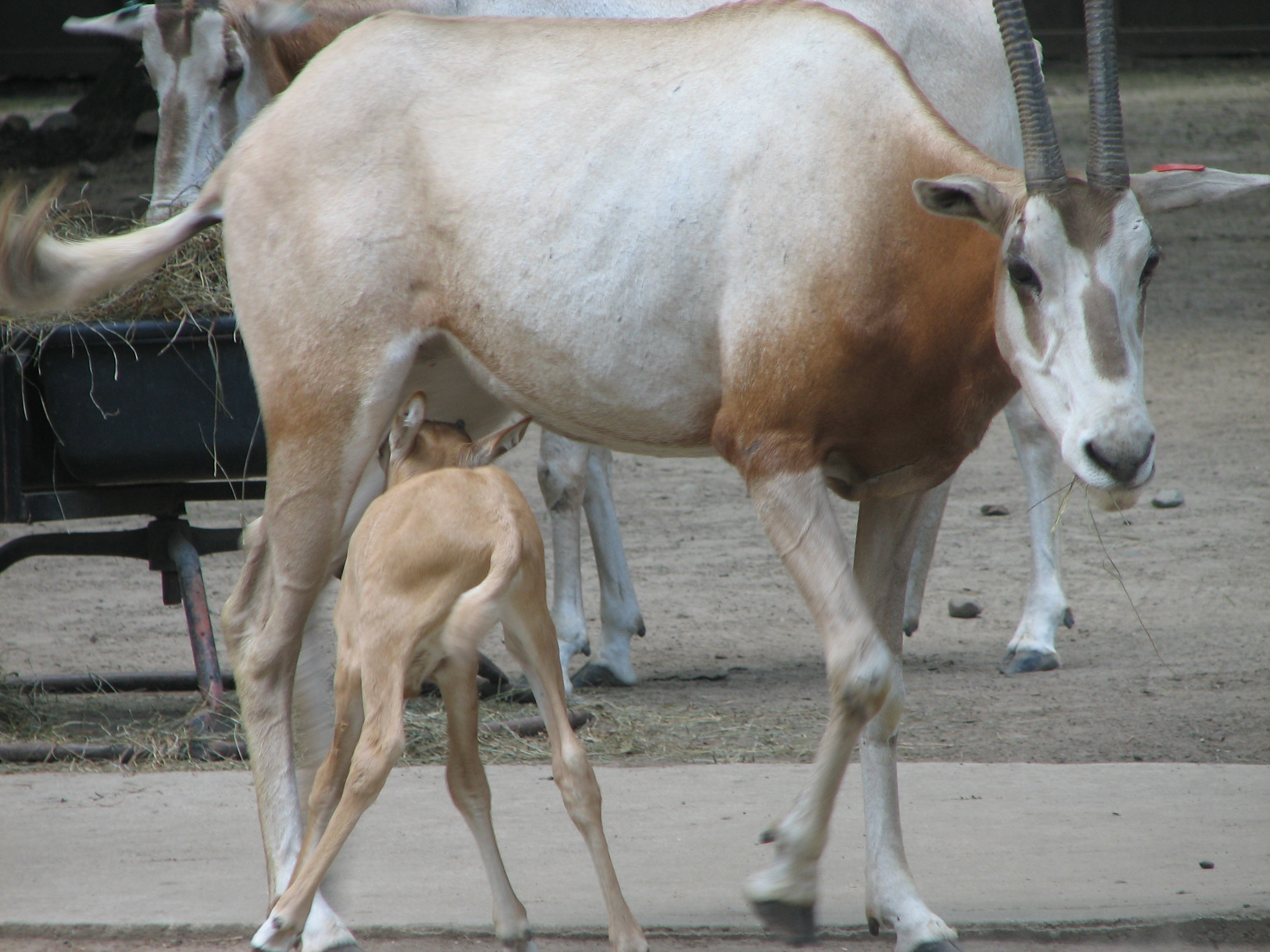
Un piccolo con la madre.

Sia i maschi che le femmine raggiungono la maturità sessuale tra un anno e mezzo e due anni di età. Il picco delle nascite si riscontra tra marzo e ottobre. La frequenza degli accoppiamenti è maggiore quando le condizioni ambientali sono più favorevoli. Negli zoo i maschi sono sessualmente più attivi in autunno. Il ciclo estrale dura più o meno 24 giorni e le femmine vanno incontro ad un periodo anovulatorio in primavera. Il periodo tra una nascita e l'altra è inferiore ai 332 giorni, e si ritiene di conseguenza che tale specie sia poliestrale.
Il corteggiamento consiste in un cosiddetto «circolo nuziale»: il maschio e la femmina si dispongono paralleli l'uno all'altra, rivolti in direzioni opposte, e poi iniziano a girarsi intorno a vicenda fino a quando la femmina non permette al maschio di montarla da dietro. Se la femmina non è pronta ad accoppiarsi, scappa e ruota in senso inverso. Le femmine gravide lasciano il branco per una settimana, dando alla luce il piccolo e concependo nuovamente durante il loro estro post-partum; esse partoriscono un unico piccolo all'anno. La gestazione dura circa nove mesi, trascorsi i quali nasce un unico piccolo del peso di 10–15 kg. I parti gemellari sono molto rari - appena lo 0,7% delle nascite osservate nel corso di uno studio. Sia la madre che il piccolo fanno ritorno nel branco entro poche ore dalla nascita. La femmina, tuttavia, si apparta dal resto della mandria per poche ore quando deve allattare. Lo svezzamento inizia verso i tre mesi e mezzo, e il giovane raggiunge la piena indipendenza verso le 14 settimane di età.

## Distribuzione e habitat
In passato l'orice dalle corna a sciabola era presente nelle steppe erbose, nei semideserti e nei deserti di una sottile fascia di territorio dell'Africa centro-settentrionale (in Niger e Ciad). Era molto diffuso lungo i margini del Sahara, specialmente nelle steppe subdesertiche, la zona erbosa situata tra il deserto propriamente detto e il Sahel, un'area caratterizzata da precipitazioni annue dell'ordine di 75–150 mm. Nel 1936, in una regione stepposa del Ciad, venne avvistato un singolo branco costituito da 10.000 esemplari. A partire dalla metà degli anni '70, il Ciad divenne la roccaforte di oltre il 95% della popolazione totale della specie.

## Conservazione

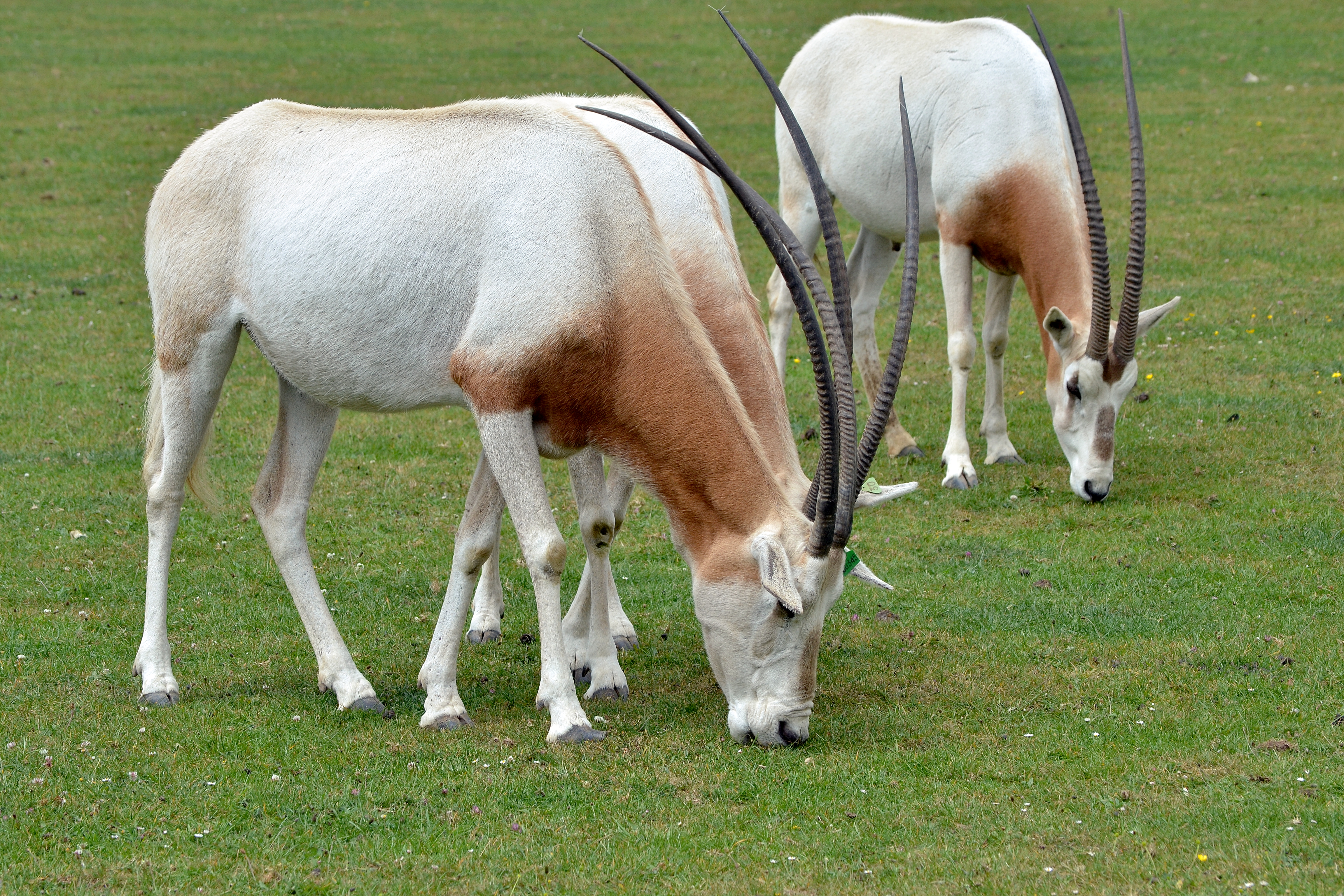
Un gruppo di esemplari al Marwell Zoo nell'Hampshire, Gran Bretagna.

L'orice dalle corna a sciabola è stato cacciato fin quasi all'estinzione per le sue corna, ma il suo declino ebbe inizio già molto tempo fa, a causa dei grandi cambiamenti climatici che trasformarono la regione del Sahara in una zona arida. La popolazione settentrionale era quasi scomparsa del tutto già prima del XX secolo. Il declino della popolazione meridionale accelerò enormemente quando gli europei iniziarono a stabilirsi nell'area e a dare la caccia a questo animale per la carne, le pelli e le corna, apprezzate come trofei. Si ritiene che la seconda guerra mondiale e la guerra civile in Ciad che ebbe inizio negli anni '60 abbiano causato serie perdite alla specie, incrementando il numero di catture a scopo alimentare. Anche le collisioni con i veicoli, l'insediarsi delle popolazioni nomadi in prossimità degli specchi d'acqua (principale luogo di foraggiamento dell'animale durante la stagione secca) e l'introduzione delle armi da fuoco che resero più facili le catture contribuirono a ridurre il numero di capi.
La IUCN classifica l'orice dalle corna a sciabola come localmente estinto in Algeria, Burkina Faso, Ciad, Egitto, Libia, Mali, Mauritania, Marocco, Niger, Nigeria, Senegal, Sudan, Tunisia e Sahara Occidentale, e lo considera estinto in natura a partire dal 2000. Le voci di possibili avvistamenti in Ciad e Niger rimangono prive di conferma, nonostante i sopralluoghi su vasta scala effettuati in Ciad e Niger tra il 2001 e il 2004 nel tentativo di censire le popolazioni di antilopi del Sahel e del Sahara. Si stima che almeno fino al 1985 sopravvivessero in Ciad e Niger 500 orici, ma a partire dal 1988 ne sopravviveva in natura appena una manciata di individui.
Attualmente è in corso un programma di riproduzione in cattività su scala globale. Nel 2015 facevano parte di tale programma circa 1750 esemplari in cattività, ai quali andavano sommati i circa 11.000 capi allevati nelle fattorie del Texas e i 4000 esemplari presenti nei Paesi del Golfo Persico. Il programma di reintroduzione in natura coinvolge esemplari allevati all'interno di appositi recinti nei parchi nazionali di Bouhedma (1985), Sidi Toui (1999) e Oued Dekouk (1999) in Tunisia, nel parco nazionale di Souss-Massa (1995) in Marocco e nelle riserve di Ferlo (1998) e Guembeul (1999) in Senegal.
Il Ciad sta attualmente conducendo un programma per reintrodurre la specie nella riserva di Ouadi Rimé-Ouadi Achim, con il supporto del Sahara Conservation Fund e dell'Agenzia per la Protezione Ambientale di Abu Dhabi. Con i suoi 78.000 km² - una superficie equivalente a quella della Scozia -, quella di Ouadi Rimé-Ouadi Achim è una delle aree protette più grandi del mondo. Il primo gruppo di esemplari venne rilasciato agli inizi del 2016 in un recinto di acclimatamento per poi essere rilasciato completamente in natura durante la stagione delle piogge. Questo gruppo era costituito da 21 esemplari, e ai primi del 2017 era già nato un piccolo, il primo nato in natura da più di venti anni. Un secondo gruppo comprendente sei maschi e otto femmine è stato trasferito nel recinto di acclimatamento il 21 gennaio 2017.
Anche lo zoo di Marwell nell'Hampshire e lo zoo di Edimburgo hanno collaborato con ZSL per contribuire alla reintroduzione dell'orice dalle corna a sciabola scimitarra nei loro precedenti areali naturali. Le reintroduzioni tunisine iniziarono nel 1985 con 10 orici provenienti dagli zoo di Marwell e di Edimburgo (coordinati da ZSL). Nel 1999 e nel 2007, Marwell ha coordinato il rilascio degli animali in altre tre aree protette all'interno del loro precedente areale storico.

## Rapporti con l'uomo

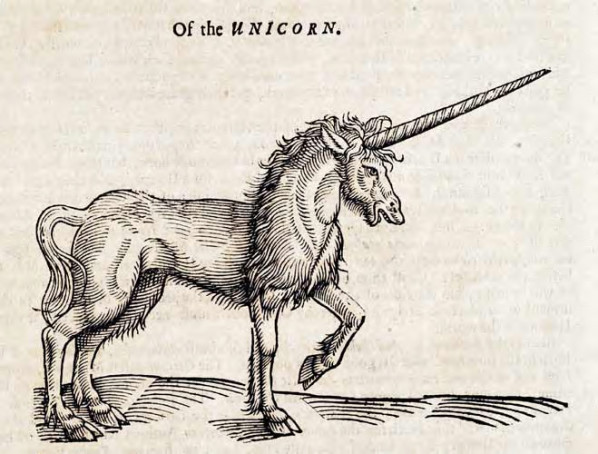
Incisione su legno di un unicorno tratta da The History of Four-Footed Beasts and Serpents di Edward Topsell.

### Nell'antichità
Nell'antico Egitto gli orici dalle corna a sciabola venivano allevati e addomesticati, forse per essere utilizzati come offerta durante le cerimonie religiose o come fonte di cibo. Essi venivano chiamati ran e tenuti in cattività. Nell'antica Roma venivano tenuti in appositi recinti dove veniva data loro la caccia, e la loro carne veniva consumata dai romani più ricchi. L'orice dalle corna a sciabola era la preda preferita presso i cacciatori della regione sahelo-sahariana. Il suo cuoio è di ottima qualità e nel Medioevo il re del Río de Oro inviò in dono 1000 scudi fatti con questo ad un altro sovrano vicino. Da allora, esso è stato utilizzato per fabbricare corde, imbracature e articoli di selleria.

### Il mito dell'unicorno
Il mito dell'unicorno potrebbe aver avuto origine da avvistamenti di esemplari feriti di orici dalle corna a sciabola; sia Aristotele che Plinio il Vecchio consideravano l'orice come «prototipo» dell'unicorno. Visto da certe angolature, l'orice sembra avere un unico corno invece di due e inoltre, visto che le sue corna sono fatte di osso cavo che non può ricrescere, se un orice perde una delle sue corna rimarrà per tutta la vita con un corno solo.